# 2491 Tvashtri
A 2491 Tvashtri (ideiglenes jelöléssel 1977 CB) egy kisbolygó a Naprendszerben. William Sebok fedezte fel 1977. február 15-én.